# Ilona Massey
Ilona Massey (16 de junio de 1910 – 20 de agosto de 1974) fue una actriz de teatro, radio y cine. 

## Biografía
Su verdadero nombre era Ilona Hajmássy, y nació en Budapest, en aquel momento Imperio austrohúngaro y actualmente Hungría. Recibida como "la nueva Dietrich", interpretó tres películas con Nelson Eddy, y trabajó con Lon Chaney Jr. en Frankenstein Meets the Wolf Man (1943), en el papel de baronesa Frankenstein. 
En 1949 rodó Amor en conserva con los Hermanos Marx. Fue Madame Egelichi, una mujer fatal espía, y su interpretación inspiró a Milton Caniff en la creación de la espía Madame Lynx en el cómic "Steve Canyon". Caniff contrató a Massey para posar para él.
A partir del 1 de noviembre de 1954 presentó el programa musical de variedades producido por DuMont Television Network The Ilona Massey Show. En el show ella cantaba en un decorado de nightclub, con música del Irving Field Trio. La serie se emitió hasta 1955.
Massey falleció en Bethesda, Maryland, en 1974 a causa de un cáncer.